# Campionatul Mondial de Scrimă din 1992
Campionatul Mondial de Scrimă din 1992 s-a desfășurat în perioadă 11–12 iulie la Havana în Cuba, pentru probele de spadă feminin la individual și pe echipe, care nu erau încă în programul olimpic. 91 de spadasine din 15 țări au participat. 

## Rezultate

### Feminin
| Probă               | Aur                                                                | Argint                                                                         | Bronz                                                         |
| Spadă la individual | Mariann Horváth (HUN)                                              | Sophie Moressée-Pichot (FRA)                                                   | Pernette Osinga (NED) · Maria Mazina (RUS)                    |
| Spadă pe echipe     | Ungaria Mariann Horváth Marina Várkonyi Tímea Nagy Zsuzsanna Szőcs | Germania Renate Riebandt-Kaspar Dagmar Ophardt Imke Duplitzer Eva-Maria Ittner | Italia Laura Chiesa Elisa Uga Corinna Panzeri Saba Amendolara |

## Clasament pe medalii
| Loc | Țară          | Aur | Argint | Bronz | Total |
| --- | ------------- | --- | ------ | ----- | ----- |
| 1   | Ungaria       | 2   | 0      | 0     | 2     |
| 2   | Franța        | 0   | 1      | 0     | 1     |
| 2   | Germania      | 0   | 1      | 0     | 1     |
| 4   | Rusia         | 0   | 0      | 1     | 1     |
| 4   | Țările de Jos | 0   | 0      | 1     | 1     |
| 4   | Italia        | 0   | 0      | 1     | 1     |